# 道外清真寺
道外清真寺或哈尔滨清真寺是中国黑龙江哈尔滨道外区的一家清真寺。位于道外区南十三道街54号。它是黑龙江最大的清真寺。2007年9月30日，列为哈尔滨市文物保护单位。

## 历史
该清真寺最初创建于清朝光绪帝年间的1897年。2003年扩建。

## 建筑
该清真寺由祈祷大厅、办公室和其他设施组成，占地面积426平方米，祈祷大厅位于建筑区中心，和主门相对。它可容纳多达600人进行祈祷。